# 기도하는 소년
기도하는 소년(La priere, The Prayer)은 프랑스에서 제작된 세드릭 칸 감독의 2018년 드라마 영화이다. 앙토니 바종 등이 주연으로 출연하였다.

## 출연

### 주연
- 앙토니 바종
- 다미앙 샤펠
- 알렉스 브렌데뮬
- 루이제 그린버그
- 한나 쉬굴라